# Liste von Persönlichkeiten der Stadt Dublin
Die folgende Liste enthält Personen, die in Dublin geboren wurden, sowie solche, die dort zeitweise gelebt haben, jeweils chronologisch aufgelistet nach dem Geburtsjahr. Die Liste erhebt keinen Anspruch auf Vollständigkeit.

## In Dublin geborene Persönlichkeiten

### 15. bis 17. Jahrhundert
- George Plantagenet, 1. Duke of Clarence (1449–1478), Adliger
- James Ussher (1581–1656), anglikanischer Theologe
- John Denham (1615–1669), Schriftsteller
- William Molyneux (1656–1698), Naturphilosoph und Politiker
- John Clayton (1657–1725), britischer Geistlicher, Geograph und Naturforscher
- Jonathan Swift (1667–1745), Schriftsteller und Satiriker
- Richard Steele (1672–1729), Schriftsteller und Komödienautor
- Charles Jervas (1675–1739), Maler, Übersetzer und Kunstsammler
- Samuel Madden (1686–1765), Schriftsteller

### 18. Jahrhundert
- Wilhelm O’Kelly (um 1700–1767), k. k. Feldzeugmeister und Kommandeur des Maria-Theresia-Ordens
- Lewis Nicola (1717–1807), Offizier, Unternehmer und Schriftsteller
- Patrik Olivier von Wallis (1724–1787), k.k. Feldmarschall-Lieutenant und Ritter des Maria-Theresia-Ordens
- Edmund Burke (1729–1797), Schriftsteller, Staatsphilosoph und Politiker
- George Bryan (1731–1791), US-amerikanischer Politiker
- William Petty, 2. Earl of Shelburne (1737–1805), britischer Staatsmann
- Hugh Douglas Hamilton (1740–1808), Portraitmaler
- Theobald Dillon (1745–1792), Graf von Dillon und ein französischer Heerführer
- Samuel Percy (um 1750–um 1820), Wachsmodellierer und Bildhauer
- Walter Robertson (um 1750–1801 oder 1802), Miniaturmaler
- Richard Brinsley Sheridan (1751–1816), Dramatiker und Politiker
- John Hely-Hutchinson, 2. Earl of Donoughmore (1757–1832), britischer General
- Theobald Wolfe Tone (1763–1798), Anwalt und Rebellenführer
- Edward Dodwell (1767–1832), Reiseschriftsteller und Altertumsforscher
- Arthur Wellesley, 1. Duke of Wellington (1769–1852), Feldmarschall und britischer Militärführer
- Lowry Cole (1772–1842), General der British Army
- Mary Tighe (1772–1810), Lyrikerin und Schriftstellerin
- Somerset Lowry-Corry, 2. Earl Belmore (1774–1841), Adliger
- Lady Morgan (1776–1859), britische Dichterin und Schriftstellerin
- Adelaide O’Keeffe (1776–1865), Dichterin und Schriftstellerin
- Robert Emmet (1778–1803), Rebellenführer und Nationalist
- Thomas Moore (1779–1852), Dichter, Schriftsteller, Übersetzer und Balladen-Sänger
- Thomas James Mulvany (1779–1845), Miniatur-, Landschafts-, Porträt- und Figurenmaler
- Aeneas Coffey (1780–1852), Ingenieur
- William Henry Fitton (1780–1861), Geologe
- John Field (1782–1837), Komponist und Pianist
- Charles Robert Maturin (1780–1824), protestantischer Geistlicher und Schriftsteller
- Richard John Griffith (1784–1878), Geologe, Bergbau-Ingenieur und Vorsitzender der Baubehörde von Irland
- Edward Sabine (1788–1883), Astronom
- Richard Henry Wilde (1789–1847), US-amerikanischer Politiker
- George Petrie (1790–1866), Archäologe, Musiker und Maler
- Robert Adams (1791–1875), Chirurg und Kardiologe
- Dionysius Lardner (1793–1859), Physiker, Mathematiker und Enzyklopädist
- James Muspratt (1793–1886), britischer Chemiker und Industrieller
- John Gifford Bellett (1795–1864), Prediger
- George Darley (1795–1846), Poet, Schriftsteller und Literaturkritiker
- Francis Patrick Kenrick (1796–1863), Erzbischof von Baltimore
- Francis Conyngham, 2. Marquess Conyngham (1797–1876), Soldat und Politiker
- William John Cooke (1797–1865), Kupfer- und Stahlstecher
- Anna Jameson (1797–1860), englische Schriftstellerin
- Benjamin Guinness (1798–1868), Bierbrauer und Philanthrop
- Richard Robert Madden (1798–1886), Schriftsteller

### 19. Jahrhundert

#### 1801 bis 1810
- Armar Lowry-Corry, 3. Earl Belmore (1801–1845), britischer Politiker
- Dominic John Corrigan (1802–1880), Arzt
- William Henry Benson (1803–1870), Staatsbeamter in Britisch-Indien
- Henry Thomas Lowry-Corry (1803–1873), britischer Politiker
- James Clarence Mangan (1803–1849), Dichter
- William Stokes (1804–1878), Arzt
- William Rowan Hamilton (1805–1865), Mathematiker und Physiker
- Thomas Davis (1806–1895), US-amerikanischer Politiker
- John Thomas Graves (1806–1870), Mathematiker und Jurist
- Peter Richard Kenrick (1806–1896), Erzbischof
- Edward McDonnell (1806–1860), Unternehmer und Oberbürgermeister von Dublin
- William Thomas Mulvany (1806–1885), Unternehmer in Deutschland
- James Lynch (1807–1896), Bischof
- Michael William Balfe (1808–1870), Komponist, Violinist, Opernsänger und Dirigent
- Francis Xavier Gartland (1808–1854), erster Bischof von Savannah
- Samuel Blackall (1809–1871), Militär und Politiker
- Robert Kane (1809–1890), Chemiker
- Robert Bentley Todd (1809–1860), Physiologe und Pathologe
- Robert Mallet (1810–1881), Geophysiker, Bauingenieur und Erfinder
- Edward Sparrow (1810–1882), Politiker
- Antoine Thomson d’Abbadie (1810–1897), französischer Forschungsreisender

#### 1811 bis 1820
- Henry Blundell (1813–1878), Journalist
- Daniel Pollen (1813–1896), Politiker und 9. Premierminister Neuseelands
- Joseph Sheridan Le Fanu (1814–1873), Schriftsteller
- Richard Graves MacDonnell (1814–1881), britischer Rechtsanwalt, Richter und Kolonialverwalter
- Edward McCabe (1816–1885), Kardinal und Erzbischof von Dublin
- John Ross Browne (1817–1875), US-amerikanischer Reisender, Künstler und Schriftsteller
- James Joseph McCarthy (1817–1882), Architekt
- Frederick McCoy (1817–1899), britischer Paläontologe
- John Palliser (1817–1887), Geograph und Entdecker im Westen Kanadas
- Cecil Frances Alexander (1818–1895), Dichterin, vor allem von Kirchenliedern
- John Ball (1818–1889), Politiker, Naturwissenschaftler und Alpinist
- John Henry Foley (1818–1874), Bildhauer
- Alexander Manning (1819–1903), kanadischer Unternehmer und Politiker
- George Salmon (1819–1904), Mathematiker und Theologe
- Joseph Medlicott Scriven (1819–1886), irisch-kanadischer Kirchenliederdichter
- Dion Boucicault (1820/22–1890), US-amerikanischer Dramatiker, Schriftsteller und Schauspieler
- Wilhelmine von Montléart (1820–1895), adelige Wohltäterin in Wien

#### 1821 bis 1840
- James Sheridan Muspratt (1821–1871), britischer Chemiker
- William Little Hughes (1822–1887), Übersetzer
- George Johnston Allman (1824–1904), Mathematiker und Hochschullehrer
- Robert Prescott Stewart (1825–1894), Organist, Dirigent und Komponist
- Morgan Crofton (1826–1915), Mathematiker
- Henry John Stephen Smith (1826–1883), englischer Mathematiker
- Thomas Farrell (1827–1900), Bildhauer
- Fenton John Anthony Hort (1828–1892), Theologe
- William Saurin Lyster (1828–1880), Opernimpresario
- Marie Gebhard (1832–1892), deutsche Theosophin
- Margaret Stokes (1832–1900), Altertumswissenschaftlerin, Illustratorin und Autorin
- Garnet Wolseley, 1. Viscount Wolseley (1833–1913), zuletzt Oberbefehlshaber des britischen Heeres
- Alexander Francis Lydon (1836–1917), britischer Kupferstecher und Lithograf
- Robert Stawell Ball (1840–1913), Astronom und Mathematiker
- Arthur Guinness, 1. Baron Ardilaun (1840–1915), Geschäftsmann, Politiker und Philanthrop

#### 1841 bis 1850
- Robert Anderson (1841–1918), Beamter bei Scotland Yard
- William Joseph Walsh (1841–1921), römisch-katholischer Erzbischof von Dublin
- Valentine Ball (1843–1895), Geologe, Zoologe und Museumsdirektor
- Thomas John Barnardo (1845–1905), Philanthrop, Gründer und Direktor von Heimen für arme Kinder
- Edmund Dwyer Gray (1845–1888), Journalist und Politiker
- William Kenny (1846–1921), Jurist und Politiker
- Chichester Alexander Bell (1848–1924), Chemiker und Erfinder
- Margaret Lindsay Huggins (1848–1915), Astronomin
- Augustus Saint-Gaudens (1848–1907), US-amerikanischer Bildhauer
- Vincent Arthur Smith (1848–1920), britischer Historiker, Indologe und Kunsthistoriker
- Sophie Bryant  (1850–1922), Mathematikerin, Pädagogin und Aktivistin; erste Frau, die in England promovierte
- Pierce Charles de Lacy O’Mahony (1850–1930), irischer Politiker und Philanthrop
- Isabella Valancy Crawford (1850–1887), kanadische Lyrikerin und Schriftstellerin

#### 1851 bis 1860
- James Campbell, 1. Baron Glenavy (1851–1931), Rechtsanwalt und Politiker
- George Francis FitzGerald (1851–1901), Physiker
- William Quan Judge (1851–1896), irisch-US-amerikanischer Rechtsanwalt, Autor und Theosoph
- George Noble Plunkett (1851–1948), Politiker
- Charles Villiers Stanford (1852–1924), Komponist
- Dunbar Barton (1853–1937), Jurist und Politiker
- Mary Ruth Manning (1853–1930), Malerin
- Edward Carson (1854–1935), Politiker
- Oscar Wilde (1854–1900), Schriftsteller
- Jessie Williamson (1855/57–1937), Suffragette und Frauenrechtlerin in Neuseeland und 1896 Gründungsmitglied des National Council of Women of New Zealand
- George Bernard Shaw (1856–1950), Dramatiker, Politiker, Satiriker, Musikkritiker und Pazifist
- William Edward Barclay (1857–1917), Fußballtrainer und Funktionär
- Gertrude Elizabeth Blood (1857–1911), britische Autorin, Kolumnistin und Redakteurin
- Stanhope Forbes (1857–1947), Maler
- Shapland Hugh Swinny (1857–1923), Ökonom
- Cuthbert Butler (1858–1934), englischer Historiker, Benediktiner und Abt
- John Gerald Neville (1858–1943), römisch-katholischer Ordensgeistlicher und Apostolischer Vikar von Sansibar
- Victor Herbert (1859–1924), US-amerikanischer Komponist
- Hope Temple (1859–1938), Liedschreiberin und Komponistin
- Bill Martin (1860–1942), US-amerikanischer Radsportler
- Francis Henry May (1860–1922), Kolonialbeamter

#### 1861 bis 1870
- Patrick Joseph McCall (1861–1919), Dichter und Autor
- George Tyrrell (1861–1909), römisch-katholischer Priester und Theologe
- Mary Proctor (1862–1957), US-amerikanische Astronomin und Schriftstellerin
- Frederick Thomas Trouton (1863–1922), Experimentalphysiker
- Thomas Pakenham, 5. Earl of Longford (1864–1915), britischer General im Ersten Weltkrieg
- Emily Patricia Gibson (1864–1947), neuseeländische Suffragette, Feministin, Journalistin, Sozialistin und politische Aktivistin
- Alfred Harmsworth, 1. Viscount Northcliffe (1865–1922), britischer Journalist und Verleger
- Albert Bender (1866–1941), irisch-US-amerikanischer Versicherungsbroker, Kunstsammler, Mäzen und Philanthrop
- Francis Joseph Wall (1866–1947), römisch-katholischer Geistlicher, Weihbischof in Dublin
- Henry Horatio Dixon (1869–1953), Botaniker (Pflanzenphysiologie und -anatomie)
- Louie Bennett (1870–1956), Gewerkschafterin und Suffragette
- John Pius Boland (1870–1958), Jurist und Politiker
- Paschal Robinson (1870–1948), Erzbischof und Diplomat des Heiligen Stuhls
- Florence Stoney (1870–1932), Ärztin und erste Radiologin im Vereinigten Königreich

#### 1871 bis 1880
- William Henry Beach (1871–1952), Generalmajor der British Army
- Frederick Maurice (1871–1951), britischer General im Ersten Weltkrieg
- Edward Joseph Byrne (1872–1940), römisch-katholischer Erzbischof von Dublin
- Arthur Griffith (1872–1922), Politiker
- Cathal Brugha (1874–1922), Revolutionär
- Bob Lambert (1874–1956), Badminton- und Cricketspieler
- Timothy Sullivan (1874–1949), Richter
- Eileen Barnes (1876–1956), Künstlerin
- Gordon Morgan Holmes (1876–1965), Neurologe
- Harry Lambart (1876–1949), Schauspieler und Regisseur
- George Townshend (1876–1957), Bahai
- Oliver St. John Gogarty (1878–1957), Schriftsteller
- Sara Allgood (1879–1950), US-amerikanische Schauspielerin
- Dudley Digges (1879–1947), Schauspieler
- Hugh Kennedy (1879–1936), Jurist und Politiker
- Patrick Pearse (1879–1916), Lehrer und Schriftsteller
- Herbert Brenon (1880–1958), US-amerikanischer Regisseur, Drehbuchautor und Schauspieler
- William Thomas Cosgrave (1880–1965), Politiker
- Mary Dickenson-Auner (1880–1965), Violinistin, Pädagogin und Komponistin
- Henry Morgan Dockrell (1880–1955), Geschäftsmann und Politiker
- Walter Guinness, 1. Baron Moyne (1880–1944), britisch-irischer Politiker und Brauereiunternehmer
- Seán O’Casey (1880–1964), Freiheitskämpfer, Sozialist und Dramatiker

#### 1881 bis 1890
- Alfred Byrne (1882–1956), Politiker
- Seán Ó Ceallaigh (1882–1966), Präsident von Irland
- James Joyce (1882–1941), Schriftsteller
- William Seeds (1882–1973), britischer Diplomat
- James Stephens (1882–1950), Schriftsteller
- Mary Swanzy (1882–1978), Malerin
- Andrew Cunningham, 1. Viscount Cunningham of Hyndhope (1883–1963), Oberbefehlshaber der britischen Mittelmeerflotte
- Daniel McCarthy (1883–1957), Politiker
- Rory O’Connor (1883–1922), irisch-republikanischer Aktivist
- Peadar Kearney (1883–1942), Revolutionär, Dichter und Autor
- Ernest Kavanagh (1884–1916), Karikaturist
- J. M. Kerrigan (1884–1964), Schauspieler
- George Nicolls (1884–1942), Rechtsanwalt und Politiker
- Peter Flanagan (1886–1952), irisch-australischer Rugby-Union-Spieler
- Eleanor Knott (1886–1975), Keltologin
- Edwin Maxwell (1886–1948), Schauspieler
- Oscar Traynor (1886–1963), Politiker
- Alan Cunningham (1887–1983), britischer General
- Kenelm Lee Guinness (1887–1937), britischer Unternehmer und Autorennfahrer
- Joseph McGrath (1887–1966), Politiker
- Patrick O’Connell (1887–1959), Fußballspieler und -trainer
- Barry Fitzgerald (1888–1961), Schauspieler
- Harry Clarke (1889–1931), Glasmaler und Buchillustrator
- Frank Duff (1889–1980), Gründer der katholischen Laienbewegung Legio Mariae
- Nancy Wyse Power (1889–1963), Keltologin, Diplomatin und Nationalistin
- Seán Brady (1890–1969), Unternehmer und Politiker
- Dorothy Stopford Price (1890–1954), Medizinerin und Impfpionierin

#### 1891 bis 1900
- Harry Colley (1891–1963), Politiker
- John A. Costello (1891–1976), Politiker
- Bridget Dowling (1891–1969), Schwägerin von Adolf Hitler
- Patrick Joseph Dunne (1891–1988), katholischer Weihbischof in Dublin
- Liam Archer (1892–1969), Offizier
- Patricia Collinge (1892–1974), Schauspielerin
- Rex Ingram (1892–1950), US-amerikanischer Filmregisseur
- Paul Farrell (1893–1975), Schauspieler
- Cedric Gibbons (1893–1960), US-amerikanischer Art Director
- Seán Russell (1893–1940), Revolutionär, Republikaner und Freiheitskämpfer
- John D’Albiac (1894–unbekannt), Befehlshaber der Royal Air Force während des Zweiten Weltkriegs
- Robert Briscoe (1894–1969), Freiheitskämpfer der IRA
- Gilbert Laithwaite (1894–1986), Diplomat und Regierungsbeamter
- Charles Casey (1895–1952), Rechtsanwalt, Attorney General of Ireland (Generalstaatsanwalt) und Richter am High Court
- Archibald Nye (1895–1967), Offizier, Diplomat und Regierungsbeamter
- John Burke (1896–1970), römisch-katholischer Geistlicher
- Austin Clarke (1896–1974), Dramatiker und Schriftsteller
- Arthur Shields (1896–1970), Schauspieler
- Mainie Jellett (1897–1944), Malerin
- John Lighton Synge (1897–1995), irisch-kanadischer Mathematiker und theoretischer Physiker
- Eve Balfour (1898–1990), Agrarwissenschaftlerin und Farmerin
- James Fitzmaurice (1898–1965), Pilot
- Elizabeth Bowen (1899–1973), Schriftstellerin
- Richard Gogan (1899–1982), Politiker
- Seán Lemass (1899–1971), Politiker
- Noel Purcell (1899–1962), Wasserball- und Rugbyspieler
- Noel Purcell (1900–1985), Schauspieler und Komiker

### 20. Jahrhundert

#### 1901 bis 1910
- Francis Brambell (1901–1970), Zoologe
- Roddy Connolly (1901–1980), Politiker
- Donald B. Harden (1901–1994), Archäologe
- Kevin Haugh (1901–1969), Attorney General of Ireland (Generalstaatsanwalt), Richter am High Court sowie am Supreme Court
- Denis Johnston (1901–1984), Dramatiker
- James Dillon (1902–1986), Politiker
- Francis Festing (1902–1976), Generalfeldmarschall und Chef des Imperialen Generalstabes
- Honor Crowley (1903–1966), Politikerin
- Oonah Keogh (1903–1989), Wertpapierhändlerin
- Frederick H. Boland (1904–1985), Diplomat und Politiker
- Patrick J. Burke (1904–1995), Politiker
- William McCrea (1904–1999), Astronom und Mathematiker
- John McCann (1905–1980), Dramatiker, Journalist und Politiker
- Denis O’Dea (1905–1978), Theater- und Filmschauspieler
- Frank Sherwin (1905–1981), Politiker
- Samuel Beckett (1906–1989), Schriftsteller
- Harry Gold (1907–2005), Jazzmusiker
- Helen Megaw (1907–2002), Kristallographin
- Stella Steyn (1907–1987), Malerin, Bauhaus-Schülerin
- Kevin William Barden (1908–2004), Erzbischof von Isfahan
- John O’Donovan (1908–1982), Politiker
- Gerard Sweetman (1908–1970), Politiker
- Mervyn Wall (1908–1997), Schriftsteller
- Francis Bacon (1909–1992), Maler
- Geoffrey Toone (1910–2005), Schauspieler
- Vivion de Valera (1910–1982), Politiker, Jurist und Unternehmer

#### 1911 bis 1920
- Eddie Byrne (1911–1981), Schauspieler
- Herbert W. Clutter (1911–1959), Mordopfer
- Wilfrid Brambell (1912–1985), Schauspieler
- Joseph Carroll (1912–1992), römisch-katholischer Geistlicher, Weihbischof in Dublin
- John Crofton (1912–2009), britischer Mediziner
- Donagh MacDonagh (1912–1968), Schriftsteller und Richter
- Geraldine Fitzgerald (1913–2005), irisch-US-amerikanische Schauspielerin
- Margaret von Hessen und bei Rhein (1913–1997), deutsche Adlige schottischer Herkunft
- Joe Kelly (1913–1993), Automobilrennfahrer und -händler
- Niall MacGinnis (1913–1977), Film- und Theaterschauspieler
- Lionel Booth (1914–1997), Unternehmer und Politiker
- Percy Dockrell (1914–1979), Politiker
- Philip George Houthem Gell (1914–2001), britischer Arzt, Pathologe und Immunologe
- James Kavanagh (1914–2002), Weihbischof in Dublin
- Mary Eily de Putron (1914–1982), Archäologin, Glasmalerin und Autorin
- Terence Garvey (1915–1986), Diplomat und Regierungsbeamter
- Oisín Kelly (1915–1981), Bildhauer
- Brian Shawe-Taylor (1915–1999), britischer Autorennfahrer
- Leonard Wibberley (1915–1983), US-amerikanischer Schriftsteller und Journalist
- Louis le Brocquy (1916–2012), Maler
- Cosmo Haskard (1916–2017), britischer Offizier und Kolonialbeamter
- Hugh McCann (1916–1981), Diplomat
- Ruaidhrí de Valera (1916–1978), Archäologe
- Kevin Boland (1917–2001), Politiker
- Maeve Brennan (1917–1993), irisch-amerikanische Journalistin und Schriftstellerin
- Conor Cruise O’Brien (1917–2008), Politiker und Journalist
- Ruairí Brugha (1917–2006), Politiker
- Jack MacGowran (1918–1973), Schauspieler
- Elizabeth Nesta Marks (1918–2002), irisch-australische Entomologin und Ökologin
- Sheila Sherlock (1918–2001), Medizinerin
- Johnny Carey (1919–1995), Fußballspieler und -trainer
- Michael ffrench-O’Carroll (1919–2007), Arzt und Politiker
- John Hemingway (1919–2025), Kampfpilot und Weltkriegsveteran
- Iris Murdoch (1919–1999), anglo-irische Schriftstellerin und Philosophin
- Richard Todd (1919–2009), britischer Schauspieler
- Ned Brennan (1920–1988), Politiker
- Edward Quinn (1920–1997), Fotograf
- Maureen O’Hara (1920–2015), irisch-amerikanische Filmschauspielerin und Sängerin
- Cornelius Ryan (1920–1974), irisch-US-amerikanischer Journalist und Schriftsteller
- Eoin Ryan senior (1920–2001), Politiker

#### 1921 bis 1930
- Patrick Cummins (1921–2009), Politiker
- Ja’akov Herzog (1921–1972), israelischer Diplomat
- Eamonn L. Kennedy (1921–2000), Diplomat
- Gerard Victory (1921–1995), Komponist
- Seán Cronin (1922–2011), Republikaner, Journalist, Historiker und Autor
- Joseph Dowling (1922–2014), Politiker
- Richard Leech (1922–2004), Schauspieler
- Máire Mhac an tSaoi (1922–2021), Sprachwissenschaftlerin und Dichterin
- Kevin Roche (1922–2019), US-amerikanischer Architekt
- Brendan Behan (1923–1964), Dramatiker und Schriftsteller
- Timothy Killeen (1923–1993), Politiker
- Freddie Bartholomew (1924–1992), US-amerikanischer Schauspieler
- Jarlath Hayes (1924–2001), Typograph und Grafikdesigner
- Tom Leonard (1924–2004), Politiker
- Sheila Manahan (1924–1988), irisch-britische Schauspielerin
- Sean McClory (1924–2003), Schauspieler
- Peter McDonald (1924–2022), Fußballspieler
- Cyril Barrett (1925–2003), Jesuit, Philosoph und Kunstkritiker
- George Colley (1925–1983), Politiker
- Charles Davis (1925–2009), Charakterschauspieler, Drehbuchautor und Regisseur
- Patrício José Hanrahan (1925–1993), Ordensgeistlicher, Bischof von Santíssima Conceição do Araguaia
- Val Mulkerns (1925–2018), Schriftstellerin
- Desmond Connell (1926–2017), Erzbischof des Erzbistums Dublin
- Declan Costello (1926–2011), Jurist und Politiker
- Garret FitzGerald (1926–2011), Politiker, zweimaliger Ministerpräsident
- Thomas J. Fitzpatrick (* 1926), Politiker
- Kevin McClory (1926–2006), Filmproduzent, -regisseur und Drehbuchautor
- Carmel McSharry (1926–2018), Schauspielerin
- Milo O’Shea (1926–2013), Schauspieler
- Seán Dublin Bay Rockall Loftus (1927–2010), Umweltaktivist, Politiker und Oberbürgermeister von Dublin
- John O’Connell (1927–2013), Politiker
- Niall Rudd (1927–2015), Klassischer Philologe
- Dominic Behan (1928–1989), Songwriter, Sänger und Autor
- John Henry Grattan Esmonde (1928–1987), Politiker
- Thomas Kinsella (1928–2021), Dichter, Schriftsteller, Übersetzer und Verleger
- Paddy Power (1928–2013), Politiker
- Maurice Sheehy (1928–1991), Altphilologe, Paläograph und Kirchenhistoriker
- David Craig, Baron Craig of Radley (* 1929), Royal-Air-Force-Offizier
- Ian Johnston (1929–2020), kanadischer Hockeyspieler
- David Kelly (1929–2012), Film- und Theaterschauspieler
- Noel Lemass (1929–1976), Politiker
- Larry McMahon (1929–2006), Politiker
- Richie Ryan (1929–2019), Politiker
- Frank Cluskey (1930–1989), Politiker
- Reginald Gray (1930–2013), Porträtmaler
- Tras Honan (1930–2023), Politikerin
- Jennifer Johnston (1930–2025), Schriftstellerin
- Justin Keating (1930–2009), Politiker und Journalist
- William Dermott Molloy McDermott (1930–2013), römisch-katholischer Bischof
- Seán Potts (1930–2014), Flötenspieler

#### 1931 bis 1940
- Patrick Cooney (* 1931), Politiker
- John Ronayne (1931–2009), Violinist
- Mervyn Taylor (1931–2021), Jurist, Politiker (Labour Party), und Minister für Gleichberechtigung und Justizreform Irlands
- Christy Brown (1932–1981), Maler und Autor
- Ronan Keane (* 1932), Richter
- John Kinsella (1932–2021), Komponist
- Pete St. John (1932–2022), Folk-Musiker und Songwriter
- Laurence Flanagan (1933–2001), Historiker, Museumskurator und Autor
- Roger Garland (* 1933), Politiker
- Martin O’Donoghue (1933–2018), Wirtschaftswissenschaftler, Hochschullehrer und Politiker
- Lochlainn O’Raifeartaigh (1933–2000), theoretischer Physiker
- Andrew Reddy (1933–2022), Boxer
- Sam Stephenson (1933–2006), Architekt
- Ben Briscoe (1934–2023), Politiker
- Sonny Cullen (1934–1999), Radrennfahrer
- Audrey Dalton (* 1934), Schauspielerin
- Joseph Duffy (* 1934), römisch-katholischer Bischof
- Seamus Elliott (1934–1971), Radrennfahrer
- Seán Garland (1934–2018), Politiker (Workers’ Party)
- Declan Kennedy (* 1934), Architekt
- John McGahern (1934–2006), Schriftsteller
- Mick Meagan (1934–2022), Fußballspieler und -trainer
- Rory O’Hanlon (* 1934), Politiker
- Henry Perry (1934–2021), Boxer
- David Andrews (* 1935), Politiker
- Peter Brown (* 1935), Althistoriker
- Nuala Fennell (1935–2009), Aktivistin für Frauenrechte, Politikerin und Unternehmerin
- Les Levine (* 1935), amerikanischer Video- und Medienkünstler
- Susan McKenna-Lawlor (* 1935), Astronomin, Astrophysikerin und Hochschullehrerin
- Arthur Ryan (1935–2019), Unternehmer
- Frederick Tiedt (1935–1999), Boxer
- Dave Allen (1936–2005), Komiker
- John H. F. Campbell (* 1936), Diplomat
- Martin Fay (1936–2012), Musiker
- Brendan Halligan (1936–2020), Politiker und Wirtschaftswissenschaftler
- James Moriarty (1936–2022), römisch-katholischer Bischof
- Tony O’Reilly (1936–2024), Rugby-Union-Spieler und Unternehmer
- Niall Andrews (1937–2006), Politiker
- Noel Furlong (1937–2021), Unternehmer und Pokerspieler
- Michael Joe Cosgrave (1938–2022), Politiker
- Larry Gogan (1938–2020), Hörfunk- und Fernsehmoderator (alternativ: 1934 geboren)
- Gemma Hussey (1938–2024), Politikerin
- Christy Kimmage (1938–2015), Radrennfahrer
- Tomás Mac Síomóin (1938–2022), Pflanzenvirologe; Schriftsteller, Dichter, Übersetzer, Verleger
- Paddy Moloney (1938–2021), Uilleann-Pipes-Spieler und Gründer der Band The Chieftains
- Jim Norton (* 1938), Schauspieler
- Peter Rea (1938–2014), Designer
- Mary Banotti (1939–2024), Politikerin
- Eoin Bourke (1939–2017), Germanist und Übersetzer
- Peter Harbison (1939–2023), Archäologe
- Phil Kelly (1939–2012), Fußballspieler
- Barney McKenna (1939–2012), Musiker
- Paddy Reilly (* 1939), Folk-Musiker
- John Sheahan (* 1939), Folk-Musiker
- Danny Doyle (1940–2019), Folk-Musiker und Balladensänger
- Dermot Fitzpatrick (1940–2022), Politiker
- Michael Gambon (1940–2023), Schauspieler
- Johnny Giles (* 1940), Fußballspieler und -trainer
- Luke Kelly (1940–1984), Folk-Sänger und Banjo-Spieler
- Donal Brendan Murray (1940–2024), römisch-katholischer Bischof von Limerick
- Gemma O’Connor (* 1940), Schriftstellerin
- Nuala O’Faolain (1940–2008), Journalistin und Schriftstellerin
- Proinsias De Rossa (* 1940), Politiker
- Adrian Thomas Smith (* 1940), katholischer Geistlicher, emeritierter Erzbischof von Honiara

#### 1941 bis 1950

##### 1941
- Fionnula Flanagan (* 1941), US-amerikanische Film- und Theaterschauspielerin
- Rick Laird (1941–2021), neuseeländischer Jazz-Bassist
- Derrick O’Connor (1941–2018), Schauspieler

##### 1942
- Nial Fennelly (* 1942), Jurist
- Loughlin Kealy (* 1942), Architekt und Professor emeritus für Architektur und Denkmalpflege
- Godfrey Kerr (* 1942), irisch-amerikanischer DJ
- John Moore (1942–2010), Bischof von Bauchi

##### 1943
- Ray Burke (* 1943), Politiker
- Shay Cullen (* 1943), Pater der Missionary Society of St. Columban
- Eoghan Fitzsimons (* 1943), Rechtsanwalt
- Des Geraghty (* 1943), Politiker
- Liam Horner (1943–2003), Radrennfahrer
- Horst Koch (1943–2009), deutscher Liedermacher
- Gerard James Patrick O’Daly (* 1943), Altphilologe
- Seán Ryan (* 1943), Politiker

##### 1944
- Noel Ahern (* 1944), Politiker
- John Boland (1944–2000), Politiker
- Dermot Bradley (1944–2009), Militärhistoriker und -schriftsteller
- John D. Cooke (1944–2022), Jurist
- Brian Farrell (* 1944), Kurienbischof der römisch-katholischen Kirche
- Raymond Field (* 1944), Weihbischof
- Jim McCann (1944–2015), Entertainer und Folkmusiker
- John Stafford (* 1944), Politiker
- Harry Whelehan (* 1944), Rechtsanwalt (Barrister), Attorney General of Ireland, Richter und Präsident des High Court
- Colm Wilkinson (* 1944), Musical-Darsteller und Sänger

##### 1945
- Maria Aitken (* 1945), Filmschauspielerin und Drehbuchautorin
- Billy Boyle (* 1945), Theater-, Filmschauspieler und Sänger
- Patricia Conlan (* 1945), Rechtswissenschaftlerin und Hochschullehrerin
- Kevin Conneff (* 1945), Sänger
- Alan Dukes (* 1945), Politiker
- Eamon Fitzgerald (* 1945), Generalabt der Zisterzienser der strengeren Observanz
- Brenda Fricker (* 1945), Schauspielerin
- Mary Laffoy (* 1945), Richterin und Rechtsanwältin
- George Lee (* 1945), Pilot
- Diarmuid Martin (* 1945), emeritierter Erzbischof von Dublin
- Patrick Joseph McGrath (1945–2023), irisch-US-amerikanischer Geistlicher, Bischof von San Jose
- John Mulvihill (* 1945), Politiker
- James O’Connor (* 1945), Künstler
- Nora Owen (* 1945), Politikerin
- Sean Scully (* 1945), Maler

##### 1946
- Brian Fleming (* 1946), Politiker und Schulleiter
- Seán Keane (1946–2023), Geigenspieler
- Nicholas Kearns (* 1946), Richter und Rechtsanwalt
- Joe Kinnear (1946–2024), Fußballspieler und -trainer
- Charlie O’Connor (* 1946), Politiker
- Ruairi Quinn (* 1946), Politiker
- Richard Ryan (* 1946), Diplomat
- Katherine Strnad-Walsh (1946–2011), Historikerin
- Peter Sutherland (1946–2018), Politiker

##### 1947
- Tommy Broughan (* 1947), Politiker
- Vincent Browne (* 1947), Bildhauer
- Eric Byrne (* 1947), Politiker
- Kevin Farrell (* 1947), Ordensgeistlicher und römisch-katholischer Kurienkardinal
- Tony Gregory (1947–2009), Politiker
- Steve Heighway (* 1947), Fußballspieler
- John Holloway (* 1947), Politikwissenschaftler
- Frank Murphy (1947–2017), Mittelstreckenläufer
- Sally Oldfield (* 1947), Sängerin und Komponistin
- John Rogers (* 1947), Rechtsanwalt
- Thomas Wright (* 1947), Politiker

##### 1948
- Niall Buggy (* 1948), Schauspieler
- John Hedigan (* 1948), Richter und Rechtsanwalt
- Eddie Jordan (1948–2025), Formel-1-Teamchef
- Bernie Malone (* 1948), Politikerin
- Christine May (* 1948), schottische Politikerin
- Seán Ryan (* 1948), Richter

##### 1949
- Peter Caffrey (1949–2008), Schauspieler
- Noel Campbell (1949–2022), Fußballspieler
- Leo Carruthers (* 1949), Literaturwissenschaftler und Hochschullehrer
- Sorcha Cusack (* 1949), Schauspielerin
- Avril Doyle (* 1949), Politikerin
- Patrick Honohan (* 1949), Wirtschaftswissenschaftler
- Pat McQuaid (* 1949), Radrennfahrer
- Mary Purcell (* 1949), Mittelstreckenläuferin
- Nicky Ryan (* 1949), Musikproduzent
- Jim Sheridan (* 1949), Filmproduzent, Regisseur und Drehbuchautor

##### 1950
- Gabriel Byrne (* 1950), Schauspieler
- Aindrias Ó Caoimh (* 1950), Richter am High Court und am Europäischen Gerichtshof
- Eithne FitzGerald (* 1950), Politikerin
- Kieron McQuaid (* 1950), Radrennfahrer
- Éamon Ó Cuív (* 1950), Politiker

#### 1951 bis 1960

##### 1951
- Bertie Ahern (* 1951), Finanz- und Wirtschaftswissenschaftler sowie Politiker
- Patrick Bergin (* 1951), Schauspieler
- Anne Colley (* 1951), Politikerin
- Brian Downey (* 1951), Musiker
- Patsy Fagan (* 1951), Snookerspieler
- Peter Mathews (1951–2017), Politiker
- Gavan O’Herlihy (1951–2021), Schauspieler

##### 1952
- Liam Mac Cóil (* 1952), Schriftsteller und Literaturkritiker
- Pat Cox (* 1952), Präsident der Europäischen Bewegung International
- Martin Duffy (* 1952), Filmregisseur, Drehbuchautor, Filmeditor und Schriftsteller
- Dermot Morgan (1952–1998), Komiker und Schauspieler

##### 1953
- Tony Adams (1953–2005), US-amerikanischer Film- und Theaterproduzent
- Richard Bruton (* 1953), Politiker
- Michael Collins (* 1953), Diplomat
- Kevin Doran (* 1953), römisch-katholischer Bischof von Elphin und Achonry
- Robert Dowds (* 1953), Politiker
- Mary Flaherty (* 1953), Politikerin
- Rowan Gillespie (* 1953), Bildhauer
- Hugo Hamilton (* 1953), Schriftsteller
- Brian Kerr (* 1953), Fußballtrainer
- Tony Lally (* 1953), Radrennfahrer
- Marian McGennis (* 1953), Politikerin
- Colm Meaney (* 1953), Schauspieler
- Peter Murtagh (* 1953), Journalist
- Sheila O’Donnell (* 1953), Architektin
- Eoin Ryan junior (* 1953), Politiker

##### 1954
- John Wolf Brennan (* 1954), irisch-schweizerischer Jazzmusiker
- Anna L. Brindley (* 1954), Prähistorikerin
- Bairbre de Brún (* 1954), nordirische Politikerin
- Michael Green (* 1954), barbadisch-lucianischer Regattasegler
- Sean Lawlor (1954–2009), Schauspieler sowie Dramatiker
- Oliver McQuaid (* 1954), Radrennfahrer
- Róisín Shortall (* 1954), Politikerin
- Síle de Valera (* 1954), Politikerin

##### 1955
- Sebastian Barry (* 1955), Dramatiker und Roman-Autor
- Mary Black (* 1955), Sängerin
- Brendan Gleeson (* 1955), Schauspieler
- Paula Meehan (* 1955), Schriftstellerin und Hochschullehrerin
- Patrick O’Byrne (* 1955), Pianist
- Gerard Plunkett (* 1955), Schauspieler

##### 1956
- Steve Barron (* 1956), Regisseur und Filmproduzent
- Liam Brady (* 1956), Fußballspieler und -trainer
- Máire Breatnach (* 1956), Geigerin, Violinistin und Bratschistin
- Nessa Childers (* 1956), Politikerin
- Cathal J. Dodd (* 1956), irisch-kanadischer Synchronsprecher und Sänger
- Garth Knox (* 1956), Bratschist und Komponist
- Kevin Moron (* 1956), Fußballspieler
- Liz O’Donnell (* 1956), Politikerin
- Gerry Ryan (1956–2010), Radio- und Fernsehmoderator
- Frank Stapleton (* 1956), Fußballspieler

##### 1957
- Rory Brady (1957–2010), Prozessanwalt
- Alison Browner (* 1957), Mezzosopranistin
- Philip Chevron (1957–2013), Sänger, Songwriter und Gitarrist
- Glenn Meade (* 1957), Schriftsteller
- Emer O’Sullivan (* 1957), Literaturwissenschaftlerin und Kinderbuchautorin
- Mary Raftery (1957–2012), Journalistin

##### 1958
- Roddy Doyle (* 1958), Schriftsteller und Drehbuchautor
- Veronica Guerin (1958–1996), Journalistin
- Ronan Guilfoyle (* 1958), Jazzmusiker und Komponist
- Derek McDowell (* 1958), Politiker
- Mary Mooney (* 1958), Politikerin
- Donal Roche (* 1958), römisch-katholischer Geistlicher, Weihbischof in Dublin
- Niall Williams (* 1958), Schriftsteller und Dramatiker
- Shivaun Woolfson (* 1958), Autorin

##### 1959
- Dermot Bolger (* 1959), Schriftsteller, Herausgeber und Verleger
- Gavin Friday (* 1959), Sänger, Songwriter, Komponist und Maler
- John Gormley (* 1959), Politiker
- Steve Hanley (* 1959), Musiker
- Brian Joseph Lenihan (1959–2011), Politiker
- Finbar Lynch (* 1959), Schauspieler
- Carey May-Edge (* 1959), Langstreckenläuferin
- Pierce O’Leary (* 1959), Fußballspieler
- Stephen Roche (* 1959), Radrennfahrer
- Derek Rowen (* 1959), Künstler
- Michael Scott (* 1959), Schriftsteller
- Davy Spillane (* 1959), Folkmusiker und Komponist
- Mary Wallace (* 1959), Politikerin

##### 1960
- Bono (* 1960), Musiker
- Andrew Doyle (* 1960), Politiker
- Christine Dwyer Hickey (* 1960), Schriftstellerin
- Alan Glynn (* 1960), Schriftsteller
- Paul Harrington (* 1960), Musiker

#### 1961 bis 1970

##### 1961
- Orla Brady (* 1961), Schauspielerin
- Liam Cunningham (* 1961), Schauspieler
- Seán Haughey (* 1961), Politiker
- Dave King (* 1961), Sänger
- Margaret Mazzantini (* 1961), italienische Schauspielerin und Schriftstellerin
- Larry Mullen junior (* 1961), Musiker und Schlagzeuger
- Charlie Nicholas (* 1961), schottischer Fußballspieler
- Ronnie Whelan (* 1961), Fußballspieler

##### 1962
- Cyprian Brady (* 1962), Politiker
- Martin Earley (* 1962), Radrennfahrer
- Anne Enright (* 1962), Schriftstellerin und Literaturkritikerin
- Hilary Mooney (* 1962), römisch-katholische Theologin
- Ruairí O’Brien (* 1962), Architekt und Künstler
- Ann Power-Forde (* 1962), Juristin

##### 1963
- Réada Cronin (* 1963 oder 1964), Politikerin
- Declan Hughes (* 1963), Schriftsteller und Regisseur
- Conor Lenihan (* 1963), Journalist und Politiker
- Colm Mac Eochaidh (* 1963), Jurist
- Joseph O’Connor (* 1963), Schriftsteller
- Eamon Ryan (* 1963), Politiker
- Christine Tobin (* 1963), Jazzsängerin sowie Promoterin und Clubmanagerin

##### 1964
- Chris Andrews (* 1964), Politiker
- Brian Crowley (* 1964), Politiker
- Aengus Ó Snodaigh (* 1964), Politiker

##### 1965
- Denise Manahan-Vaughan (* 1965), Neurophysiologin und Hochschullehrerin
- Colum McCann (* 1965), Schriftsteller, Journalist und Drehbuchautor
- Christopher Nolan (1965–2009), Schriftsteller
- Keith Ridgway (* 1965), Schriftsteller

##### 1966
- Alison Doody (* 1966), Schauspielerin
- Colm Brophy (* 1966), Politiker
- Fintan Gavin (* 1966), römisch-katholischer Bischof
- Orla Guerin (* 1966), Journalistin und Auslandskorrespondentin
- Paul McGinley (* 1966), Profigolfer
- Sinéad O’Connor (1966–2023), Musikerin und Sängerin
- Niall Quinn (* 1966), Fußballspieler

##### 1967
- Michael Carruth (* 1967), Boxer
- Ruth Coppinger (* 1967), Politikerin
- Damien O’Donnell (* 1967), Filmregisseur und Drehbuchautor
- Thomas Pringle (* 1967), Politiker
- Enda Walsh (* 1967), Dramatiker und Hörspielautor

##### 1968
- Ivana Bacik (* 1968), Politikerin
- Eoin Collins (* 1968), Tennisspieler
- John Connolly (* 1968), Schriftsteller
- Aidan Gillen (* 1968), Schauspieler
- John Joseph Kennedy (* 1968), römisch-katholischer Geistlicher und Kurienbeamter
- Graham Linehan (* 1968), Regisseur, Schauspieler und Drehbuchautor
- Emer Martin (* 1968), Schriftstellerin, Malerin und Filmemacherin
- Eoin Moore (* 1968), Regisseur
- Jim O’Callaghan (* 1968), Politiker
- Síofra O’Leary (* 1968), Richterin am Europäischen Gerichtshof für Menschenrechte
- Gabriel Shelly (* 1968), Boccia-Spieler
- Clifton Wrottesley (* 1968), Skeletonfahrer

##### 1969
- Gerard Byrne (* 1969), Installationskünstler
- Ken Doherty (* 1969), Snookerspieler
- Emma Donoghue (* 1969), Schriftstellerin
- Brian Hayes (* 1969), Politiker
- Francis Magee (* 1969), Schauspieler
- Mary Lou McDonald (* 1969), Politikerin

##### 1970
- Cathal Gaffney (* 1970), Regisseur und Filmproduzent
- Glen Hansard (* 1970), Sänger, Gitarrist und Schauspieler
- Josepha Madigan (* 1970), Politikerin
- Eleanor Maguire (1970–2025), Neurowissenschaftlerin
- Steven Matthews (* 1970 oder 1971), Politiker
- Glenn Quinn (1970–2002), Schauspieler

#### 1971 bis 1980

##### 1971
- John Boyne (* 1971), Schriftsteller
- Kenny Cunningham (* 1971), Fußballspieler
- John Doyle (* 1971), Multiinstrumentalist, Sänger, Songwriter und Musikproduzent
- Pádraig Harrington (* 1971), Profigolfer
- Dervla Kirwan (* 1971), Schauspielerin
- Conor McPherson (* 1971), Dramatiker

##### 1972
- Jason Barry (* 1972), Schauspieler
- Duncan Campbell (* 1972), Videokünstler
- John Carney (* 1972), Regisseur und Drehbuchautor
- Joe Delaney (* 1972), Snookerspieler
- Máire Devine (* 1972), Politikerin
- Eimear Quinn (* 1972), Sängerin
- Karl Geary (* 1972), Schauspieler und Autor
- Mikey Graham (* 1972), Sänger
- Mark Kinsella (* 1972), Fußballspieler und -trainer
- Phil Laak (* 1972), Pokerspieler
- Kevin Maher (* 1972), Journalist und Schriftsteller
- Peter McDonald (* 1972), Schauspieler
- Anna McPartlin (* 1972), Schriftstellerin

##### 1973
- Pat Burke (* 1973), Basketballspieler
- Graham Kavanagh (* 1973), Fußballspieler
- Shane O’Connor (* 1973), Skirennläufer
- Louise O’Reilly (* 1973), Politikerin
- Andrew Strong (* 1973), Sänger

##### 1974
- Alex Barclay (* 1974), Schriftstellerin
- Keith Duffy (* 1974), Musiker
- Peter Lawrie (* 1974), Profigolfer
- Imelda May (* 1974), Sängerin und Musikerin
- Finian Maynard (* 1974), Geschwindigkeits-Weltrekordhalter
- Lorraine Pilkington (* 1974), Schauspielerin
- Jennifer Walshe (* 1974), Komponistin und Interpretin

##### 1975
- Girvan Dempsey (* 1975), Rugby-Union-Spieler
- Rónán Hession (* 1975), Blues-Gitarrist, Schriftsteller und Literaturkritiker
- Michael Judge (* 1975), Snookerspieler
- David Kitt (* 1975), Musiker
- Paul Murray (* 1975), Schriftsteller
- Hugh O’Conor (* 1975), Schauspieler
- John O’Shea (* 1975), Dartspieler

##### 1976
- Lynn Boylan (* 1976), Politikerin
- Eoin O’Brien (* 1976 oder 1977), Schauspieler und Kampfkünstler
- Stephen Carr (* 1976), Fußballspieler
- Stephen Gately (1976–2009), Sänger, Songwriter und Schauspieler
- Mark Kennedy (* 1976), Fußballspieler
- Shane Lynch (* 1976), Sänger
- Aodhán Ó Ríordáin (* 1976), Politiker
- Andrew Scott (* 1976), Schauspieler
- Kirsten Sheridan (* 1976), Regisseurin, Drehbuchautorin, Produzentin und Schauspielerin

##### 1977
- A. J. Buckley (* 1977), US-amerikanischer Filmschauspieler
- Ian Clarke (* 1977), Informatiker
- Giada Gray (* 1977), Künstlerin
- Ronan Keating (* 1977), Sänger
- Suzanne Kingston (* 1977), Richterin am Gericht der Europäischen Union
- David Malone (* 1977), Schwimmer
- Jonathan Rhys Meyers (* 1977), Theater- und Filmschauspieler
- Tom Vaughan-Lawlor (* 1977), Schauspieler

##### 1978
- Sheamus (* 1978), Wrestler
- Nicky Byrne (* 1978), Fußballspieler und Popsänger
- Paul Healion (1978–2009), Bahn- und Straßenradrennfahrer
- Geordan Murphy (* 1978), Rugby-Union-Spieler
- Stephanie Reilly (* 1978), Hindernisläuferin

##### 1979
- Caitriona Balfe (* 1979), Model und Schauspielerin
- Damien Duff (* 1979), Fußballspieler
- Richard Dunne (* 1979), Fußballspieler
- Cian O’Connor (* 1979), Springreiter
- Brian O’Driscoll (* 1979), Rugby-Union-Spieler
- Emmett J. Scanlan (* 1979), Schauspieler
- Leo Varadkar (* 1979), Politiker und irischer Ministerpräsident

##### 1980
- Keith Andrews (* 1980), Fußballspieler
- Hazel Chu (* 1980), Politikerin
- Clive Clarke (* 1980), Fußballspieler
- Patrick Costello (* 1980), Politiker
- Erica Jennings (* 1980), irisch-litauische Popsängerin
- Brian McFadden (* 1980), Pop-Sänger
- Jennifer Carroll MacNeill (* 1980), Politikerin
- Daniel O’Donoghue (* 1980), Sänger und Songwriter

#### 1981 bis 1990

##### 1981
- Cecelia Ahern (* 1981), Schriftstellerin, Dramatikerin und Drehbuchautorin
- Colm Bairéad (* 1981), Filmregisseur und Drehbuchautor
- Michelle Carey (* 1981), Hürdenläuferin
- Sarah Crossan (* 1981), Schriftstellerin

##### 1982
- Kenneth Egan (* 1982), Boxer
- Wes Hoolahan (* 1982), Fußballspieler
- Cora Venus Lunny (* 1982), klassische Musikerin
- Andy Reid (* 1982), Fußballspieler
- Darren Sutherland (1982–2009), Boxer
- Nikki Symmons (* 1982), Hockeyspielerin
- David van Zanten (* 1982), Fußballspieler

##### 1983
- Sean Dillon (* 1983), Fußballspieler
- Keith Fahey (* 1983), Fußballspieler
- David Gillick (* 1983), Sprinter
- Domhnall Gleeson (* 1983), Schauspieler, Regisseur und Schriftsteller
- Wayne Henderson (* 1983), Fußballtorhüter
- Stephen Kelly (* 1983), Fußballspieler
- Lauren Kinsella (* 1983), Jazz- und Improvisationsmusikerin
- Eoin Macken (* 1983), Schauspieler
- David McCarthy (* 1983), Leichtathlet
- Katie McGrath (* 1983), Schauspielerin
- Samantha Mumba (* 1983), Schauspielerin, Sängerin und Fotomodell
- Duncan Smith (* 1983), Politiker

##### 1984
- Stephen Bradley (* 1984), Fußballtrainer und -spieler
- Rosanna Davison (* 1984), Fotomodell
- Michael Devaney (* 1984), Autorennfahrer
- Stephen Elliott (* 1984), Fußballspieler
- Lynn Gilmartin (* 1984), Moderatorin und Pokerspielerin
- Mary Waldron (* 1984), Cricket- und Fußballspielerin
- Glenn Whelan (* 1984), Fußballspieler

##### 1985
- Willo Flood (* 1985), Fußballspieler
- Fergus Kavanagh (* 1985), australischer Hockeyspieler
- Kirsten McGarry (* 1985), Skirennläuferin und Skicrosserin
- Gary Mulligan (* 1985), Fußballspieler
- Alan O’Brien (* 1985), Fußballspieler
- Kevin O’Connor (* 1985), Fußballspieler
- Jonathan Sexton (* 1985), Rugby-Union-Spieler
- Laura Whitmore (* 1985), Moderatorin, Journalistin und Schauspielerin

##### 1986
- Peter Dempsey (* 1986), Rennfahrer
- Tara Erraught (* 1986), Opernsängerin
- Emer Higgins (* 1986), Politikerin
- Andy Keogh (* 1986), Fußballspieler
- Eoin Morgan (* 1986), englisch-irischer Cricketspieler
- Joey O’Brien (* 1986), Fußballspieler
- Eimear Richardson (* 1986), Cricketspielerin

##### 1987
- Lydia Boylan (* 1987), Radsportlerin
- Ruth Bradley (* 1987), Schauspielerin
- Daithí de Róiste (* 1987), Politiker
- Jennifer Egan-Simmons (* 1987), Sprint-Kanufahrerin
- Scott Evans (* 1987), Badmintonspieler
- Luke Fitzgerald (* 1987), Rugby-Union-Spieler
- Brian Gleeson (* 1987), Filmschauspieler
- Cian Healy (* 1987), Rugby-Union-Spieler
- James McGee (* 1987), Tennisspieler
- Darren O’Dea (* 1987), Fußballspieler
- Alice Rekab (* 1987), in der bildenden Kunst tätige Person

##### 1988
- Conor McGregor (* 1988), MMA-Kämpfer
- Eoin Doyle (* 1988), Fußballspieler
- Stephen Gleeson (* 1988), Fußballspieler
- Sinéad Mulvey (* 1988), Popsängerin
- Diarmuid Noyes (* 1988), Schauspieler
- Anthony Stokes (* 1988), Fußballspieler

##### 1989
- Keith Treacy (* 1988), Fußballspieler
- Kellie Harrington (* 1989), Boxerin

##### 1990
- Andrew Balbirnie (* 1990), Cricketspieler
- Philip Lavery (* 1990), Radrennfahrer
- Paddy Madden (* 1990), Fußballspieler
- David O’Hare  (* 1990), Tennisspieler
- Enda Stevens (* 1990), Fußballspieler

#### 1991 bis 2000

##### 1991
- Sarah Bolger (* 1991), Schauspielerin
- Emmet Brennan (* 1991), Boxer
- Conor Clifford (* 1991), Fußballspieler
- Matthew Halpin (* 1991), Jazzmusiker
- Eve Hewson (* 1991), Schauspielerin
- John Travers (* 1991), Mittel- und Langstreckenläufer

##### 1992
- Laura Delany (* 1992), Cricketspielerin
- George Dockrell (* 1992), Cricketspieler
- Matt Doherty (* 1992), Fußballspieler
- Chris Forrester (* 1992), Fußballspieler
- Jeff Hendrick (* 1992), Fußballspieler
- Shauna Kavanagh (* 1992), Cricketspielerin
- Barry Keoghan (* 1992), Schauspieler
- Barry McCarthy (* 1992), Cricketspieler
- Gary Thompson (* 1992), Automobilrennfahrer

##### 1993
- Graham Burke (* 1993), Fußballspieler
- Louisa Harland (* 1993), Schauspielerin

##### 1994
- Sean Conroy (* 1994), Squashspieler
- Killian Farrell (* 1994), Dirigent

##### 1995
- Orla Gartland (* 1995), Songwriterin und Sängerin
- Micheál Richardson (* 1995), Schauspieler
- Garry Ringrose (* 1995), Rugby-Union-Spieler

##### 1996
- Emma Bolger (* 1996), Schauspielerin
- CMAT (* 1996), Popmusikerin
- Cormac Comerford (* 1996), Skirennläufer
- Eden (* 1996), Sänger und Songwriter
- Kim Garth (* 1996), australisch-irische Cricketspielerin
- Yasmine Nicole Byrne (* 1996), Sängerin und Musikerin
- Hugo Keenan (* 1996), Rugby-Union-Spieler
- Jake Mulraney (* 1996), Fußballspieler
- Osgar O’Hoisin (* 1996), Tennisspieler
- Aoife Valkyrie (* 1996), Wrestlerin
- Lorcan Tucker (* 1996), Cricketspieler

##### 1997
- Gareth Delany (* 1997), Cricketspieler
- Rachel Delaney (* 1997), Cricketspielerin
- Eimear Lambe (* 1997), Ruderin
- Sophie MacMahon (* 1997), Cricketspielerin

##### 1998
- June Eric-Udorie (* 1998), britisch-nigerianische Schriftstellerin und Aktivistin
- Brian Fay (* 1998), Leichtathlet
- Jamie Finn (* 1998), Fußballspielerin
- Liam Scales (* 1998), Fußballspieler
- Ben White (* 1998), Cricketspieler

##### 1999
- Josh Little (* 1999), Cricketspieler
- Leah Paul (* 1999), Cricketspielerin
- Harry Tector (* 1999), Cricketspieler

##### 2000
- Sophia Derivan (* 2000), Tennisspielerin
- Michael Obafemi (* 2000), Fußballspieler
- Fergal Quinn (* 2000), nordirischer Snookerspieler
- Neil Rock (* 2000), Cricketspieler
- Rebecca Stokell (* 2000), Cricketspielerin

#### Datum unbekannt
- Colm Christle, Radrennfahrer; später Jurist († 2018)
- Nial Ring, Politiker, Lord Mayor of Dublin 2018/2019
- Olivia Robinson, britische Rechtshistorikerin

### 21. Jahrhundert
- Sam Buckley (* 2001), Squashspieler
- Jason Knight (* 2001), Fußballspieler
- Gaby Lewis (* 2001), Cricketspielerin
- Gavin Molloy (* 2001), Fußballspieler
- Jack Raftery (* 2001), Sprinter
- Ross Tierney (* 2001), Fußballspieler
- Rhasidat Adeleke (* 2002), Sprinterin
- Troy Parrott (* 2002), Fußballspieler
- Armstrong Okoflex (* 2002), Fußballspieler
- Michael Agwi (* 2003), Tennisspieler
- Louise Little (* 2003), Cricketspielerin
- Georgina Dempsey (* 2004), Cricketspielerin
- Jennifer Gadirova (* 2004), britische Kunstturnerin
- Jessica Gadirova (* 2004), britische Kunstturnerin
- Abbie Larkin (* 2005), Fußballspielerin
- Elizabeth Ndudi (* 2005), Weitspringerin

## Personen mit Bezug zu Dublin
- František Kočvara (1740–1791), Komponist
- James Gandon (1742–1823), Architekt
- James Wills (1790–1868), Dichter, Autor und Biograf
- Felicia Hemans (1793–1835), britische Dichterin
- William Carleton (1794–1869), Schriftsteller
- Charlotte Despard (1844–1939), britische Schriftstellerin, Suffragette und Frauenrechtlerin
- Edward James O’Brien Croker (1847–1921), Eisenbahndirektor und Mitbegründer der Irish Tourist Development Association
- Isabella Augusta Gregory (1852–1932), Dramatikerin und Folkloristin
- George Moore (1852–1933), Schriftsteller und Kunstkritiker
- James Mark Sullivan (1873–1935), US-amerikanischer Diplomat
- Kazimierz Dunin-Markiewicz (1874–1932), Maler, Theaterregisseur und Autor
- Máirtín Ó Cadhain (1906–1970), irischer Schriftsteller, Literaturkritiker und politischer Kommentator
- Mike Hoare (1919–2020), britischer Offizier und Söldner
- Agnes Bernelle (1923–1999), Sängerin, Schauspielerin und Regisseurin
- Godfrey Quigley (1923–1994), irischer Schauspieler und Theaterregisseur
- Harry Harrison (1925–2012), US-amerikanischer Science-Fiction-Schriftsteller
- H. R. F. Keating (1926–2011), britischer Kriminalschriftsteller
- A. R. Penck (1939–2017), deutscher Maler, Grafiker und Bildhauer
- Derek Mahon (1941–2020), Dichter
- John Banville (* 1945), Schriftsteller und Autor
- Edward Rutherfurd (* 1948), englischer Schriftsteller und Autor
- Gabriel Rosenstock (* 1949), Dichter, Prosaautor und Journalist
- Carl Carlton (* 1955), Musiker und Musikproduzent
- Charlie Burchill (* 1959), schottischer Musiker und Komponist
- Josef van Genabith (* 1959), deutscher Linguist und Hochschullehrer, lehrte in Dublin
- Enya (* 1961), Sängerin
- Marian Keyes (* 1963), Autorin
- Stephan Weidner (* 1963), Musikproduzent, Bassist, Sänger und Songwriter
- Andrea Corr (* 1974), Leadsängerin
- Patrick Shannon (* 1977), Skeletonfahrer